# جون ناگائو
جون ناگائو (ژاپنی: 長生 淳؛ زادهٔ ۱ مارس ۱۹۶۴) آهنگساز اهل ژاپن است.